# ويليام س. كيربي
ويليام س. كيربي (بالإنجليزية: William C. Kirby)‏ هو مؤرخ أمريكي، ولد في 1950.